# Baiyuerius tamdao
Baiyuerius tamdao là một loài nhện thuộc họ Agelenidae, được phát hiện phân bố ở Vườn quốc gia Tam Đảo, tỉnh Vĩnh Phúc. 

## Miêu tả
Phần lồi lên của bộ phận sinh dục con cái nhô cao gấp đôi so với tấm sinh dục; lỗ sinh dục hình cầu và có màu vàng trong khi các loài Baiyuerius khác hình quả cà tím dài, có viền màu nâu.